# Carles Mundó i Blanch
Carles Mundó i Blanch (Vic, 3 de març de 1976) és un advocat i polític català. Va ser conseller de Justícia de la Generalitat de Catalunya durant la XI Legislatura (2016-2017).
En el Judici al procés independentista català fou condemnat pel Tribunal Suprem de l'estat espanyol, l'octubre de 2019, a una multa de 60.000 euros, i a inhabilitació especial d'un any i vuit mesos pel delicte de desobediència. Publica regularment articles d'opinió als diaris Ara i La Vanguardia.

## Biografia

### Carrera com a jurista
És llicenciat en Dret per la Universitat Pompeu Fabra (UPF) l'any 1999 i Màster en Dret Urbanístic (IDEC-UPF).
Col·legiat al Col·legi d'Advocats de Barcelona l'any 2006 i actualment responsable de l'àrea de Dret Civil de la firma Bufet Vallbé de Barcelona.
Ha estat cap del Gabinet del Departament d'Educació entre desembre del 2003 i maig del 2006, i del Departament de Cultura i Mitjans de Comunicació entre desembre de 2006 i gener de 2008. Entre gener de 2008 i gener de 2011 va ser Secretari de Mitjans de Comunicació de la Generalitat de Catalunya, mandat en el qual va liderar el trànsit de la televisió analògica a la digital (TDT), que va abastar més de dos milions de llars. També va ser president de l'Agència Catalana de Notícies (ACN).
En l'àmbit universitari, ha estat membre del Consell Interuniversitari de Catalunya, del Consell Social de la Universitat de Barcelona (UB), i actualment és membre del Consell Social de la Universitat Pompeu Fabra (UPF), del qual és president de la Comissió Acadèmica.
És vocal de l'Observatori de Dret Privat de Catalunya, òrgan assessor del Departament de Justícia de la Generalitat. Ha format part del Secretariat del Consell Nacional de la Joventut de Catalunya (CNJC) i ha estat membre del Consell Social de la Llengua Catalana.
Ha estat un dels advocats promotors de l'associació Drets, dedicada a denunciar els actes de catalanofòbia.
Des del 2018 pertany a la Comissió Jurídica Assessora, que està integrada per quinze juristes de reconegut prestigi, nomenats pel Govern per un període de sis anys.

### Carrera política
En l'àmbit municipal, ha estat regidor d'ERC a l'Ajuntament de Gurb (Osona), el seu municipi, entre 1999 i 2015, assumint les regidories de Cultura, Habitatge i Ensenyament.
El 13 gener de 2016 va ser nomenat conseller de Justícia de la Generalitat per Carles Puigdemont, prenent possessió del càrrec el dia 14 de gener. En el seu mandat, el Departament de Justícia va tancar la presó Model de Barcelona després de 40 anys de reivindicacions, es va completar el Codi Civil de Catalunya amb l'aprovació de la Llei sobre Obligacions i contractes, es va aprovar la Llei de reparació jurídica de les víctimes del franquisme, que va anul·lar 66.000 judicis, i es va aprovar la Llei de Voluntats digitals, es va posar en marxa el Registre de Parelles estables de Catalunya, entre d'altres fites. Comissió de Codificació del Dret civil de Catalunya i de l'Observatori del Dret privat de Catalunya. També ha presidit l'empresa pública Centre d'Iniciatives per a la Reinserció (CIRE), que gestiona el treball als centres penitenciaris.
A les eleccions al Parlament de Catalunya de 2017 fou escollit com a diputat per Esquerra Republicana de Catalunya- Catalunya Sí, tot i que va renunciar a l'acta de diputat per «motius personals». Després d'abandonar la política institucional, va retornar a exercir professionalment com a advocat.

### Judici al Tribunal Suprem
El 27 d'octubre de 2017, després que el Parlament de Catalunya proclamés la República Catalana, el Senat va aprovar les mesures proposades pel govern a l'empara de l'article 155 de la Constitució Espanyola, entre elles la destitució del President de la Generalitat de Catalunya i tot el seu govern, inclòs Carles Mundó. Immediatament després va ser publicat en el Butlletí Oficial de l'Estat.
El 2 de novembre de 2017 vuit membres del Govern català, entre ells el mateix Carles Mundó, Oriol Junqueras, Jordi Turull, Josep Rull, Meritxell Borràs, Raül Romeva, Dolors Bassa, Joaquim Forn i l'exconseller Santi Vila, declararen davant la jutgessa de l'AN Carmen Lamela. El fiscal, Miguel Ángel Carballo va sol·licitar presó incondicional per a tots els membres del Govern català, inclòs Carles Mundó. El 4 de desembre va sortir en llibertat sota fiança després que la seva causa passés al Tribunal Suprem, on se celebraria la vista oral del judici durant el primer semestre de 2019.
La sentència del Tribunal Suprerm, de 14 d'octubre de 2019, absolgué Carles Mundó del delicte de malversació i el va fer responsable d'un de desobediència, fonamentant-ho en haver desatès, juntament amb altres membres del Govern, advertiments del Tribunal Constitucional l'any 2017.
El novembre de 2019 publica el llibre El referèndum inevitable. Del judici endavant (Pòrtic Edicions), en el que narra en primera persona l'experiència del judici i presenta una anàlisi de les perspectives de futur del projecte sobiranista.